# Disegno (singolo)
Disegno è un singolo dei cantanti italiani Alfa e Yanomi, pubblicato il 9 ottobre 2018 con doppia etichetta Wanderlust Society e Artist First come decimo estratto dal primo album in studio Before Wanderlust.

## Descrizione
Il brano, scritto dallo stesso Alfa, è prodotto da Yanomi.

## Video musicale
Il video musicale, diretto da Guido Bregante, è stato pubblicato in concomitanza all'uscita del brano attraverso il canale YouTube di Alfa.

## Tracce
Testi di Andrea De Filippi, musiche di Andrea De Filippi, Lorenzo Milano.
1. Disegno – 2:52